# 今立郡
今立郡（日语：／ Imadate gun */?）為位於日本福井縣北部的郡。
現僅轄有一町：
- 池田町

在1879年實施郡區町村編制法時的轄區，還包括現在的越前市東半部區域及鯖江市的東半部。

## 歷史
過去在令制國時代屬於越前國，最初為丹生郡的一部分，在大約8世紀至9世紀期間，才將丹生郡位於日野川以東的區域分出設立為今立郡；12世紀後，今立郡曾被分割為今北東郡、今北西郡、今南東郡、今南西郡四個郡，不過在1664年又被整併為今立郡一郡。
江戶時代後大部分地區成為鯖江藩和福井藩的領地，另外也有少部分區域屬於小濱藩、旗本領和幕府直屬領，19世紀末明治維新後，原屬幕府及旗本的領地在1871年被劃入新設立的本保縣，在同年實施的廢藩置縣後，其餘原屬各藩的領地則改隸屬鯖江縣、福井縣、小濱縣，不過在同年底進行的第一次府縣整併中，全數區域被整併至敦賀縣，但敦賀縣在1876年遭到廢除，位於木芽峠以北的今立郡被併入石川縣，直到1881年才將原本敦賀縣的轄區重新恢復設縣，不過重新設立的縣因為縣廳設在福井，因而命名為福井縣。
1878年石川縣實施郡區町村編製法時，正式設置近代的行政區劃「今立郡」，並在南條郡武生蓬萊町（位於現在的越前市）設置「南條今立郡役所」，同時管轄南條郡和今立郡。

### 沿革

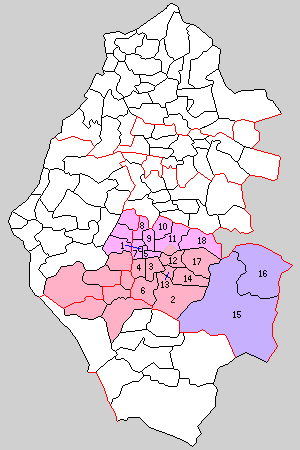
1889年今立郡轄下的行政區劃：
1.鯖江町、2.味真野村、3.北新庄村、4.國高村、5.新橫江村、6.北日野村、7.舟津村、8.神明村、9.中河村、10.片上村、11.北中山村、12.南中山村、13.粟田部村、14.岡本村、15.上池田村、16.下池田村、17.服間村、18.河和田村
（桃色：現屬鯖江市、紅色：現屬越前市、紫色：現屬池田町）

- 1889年4月1日：實施町村制，今立郡下設：鯖江町（日语：鯖江町）、味真野村（日语：味真野村）、北新村、國高村（日语：国高村）、新橫江村（日语：新横江村）、北日野村（日语：北日野村）、舟津村（日语：舟津村）、神明村（日语：神明町）、中河村（日语：中河村）、片上村（日语：片上村）、北中山村（日语：北中山村）、南中山村（日语：南中山村）、粟田部村（日语：今立町）、岡本村（日语：岡本村 (福井県)）、上池田村（日语：上池田村）、下池田村（日语：下池田村）、服間村（日语：服間村）、河和田村（日语：河和田村 (福井県)）。（1町17村）
- 1891年4月1日：實施郡制（日语：郡制），郡役所設於鯖江町。
- 1923年4月1日：廢除郡會和郡參事會。
- 1926年7月1日：廢除郡役所，此後郡不再作為行政區劃，只作為地名的表示。
- 1926年10月1日：粟田部村改制為粟田部町（日语：今立町）。（2町16村）
- 1947年7月1日：神明村改制為神明町（日语：神明町）。（3町15村）
- 1948年11月3日：鯖江町、新橫江村、舟津村合併為新設立的鯖江町（日语：鯖江町）。（3町13村）
- 1950年7月7日：國高村被併入武生市。（3町12村）
- 1954年7月5日：（3町10村）
  - 北新村的西樫尾地區被併入粟田部町。
  - 北日野村及北新庄村的其餘地區一同被併入武生市。
- 1955年1月15日：鯖江町、神明町、片上村、中河村和丹生郡立待村（日语：立待村）、吉川村（日语：吉川村 (福井県)）、豐村（日语：豊村 (福井県)）合併為鯖江市[3]，並脫離今立郡。（1町8村）
- 1955年3月1日：上池田村和下池田村合併為池田村。[4]（1町7村）
- 1955年3月31日：粟田部町、南中山村、服間村合併為新設立的粟田部町（日语：今立町）。（1町5村）
- 1955年6月10日：北中山村的赤坂、新堂地區被併入粟田部町，其餘地區則併入鯖江市。[5]（1町4村）
- 1956年9月29日：粟田部町改名為今立町（日语：今立町）。[6]
- 1956年9月30日：（1町2村）
  - 岡本村被併入今立町。
  - 味真野村被併入武生市。
- 1957年3月31日：河和田村被併入鯖江市。[5]（1町1村）
- 1964年9月1日：池田村改制為池田町。[4]（2町）
- 2005年10月1日：今立町和武生市合併為越前市[7]，並脫離今立郡。（1町）

### 變遷表
| 1889年4月1日 | 1889年 - 1912年 | 1912年 - 1944年              | 1945年 - 1954年              | 1955年 - 1989年              | 1955年 - 1989年            | 1989年 - 現在              | 現在                       |
| ------------ | --------------- | ---------------------------- | ---------------------------- | ---------------------------- | -------------------------- | -------------------------- | -------------------------- |
| 鯖江町       | 鯖江町          | 鯖江町                       | 1948年11月3日 合併為鯖江町   | 1955年1月15日 合併為鯖江市   | 1955年1月15日 合併為鯖江市 | 鯖江市                     | 鯖江市                     |
| 新橫江村     |                 |                              | 1948年11月3日 合併為鯖江町   | 1955年1月15日 合併為鯖江市   | 1955年1月15日 合併為鯖江市 | 鯖江市                     | 鯖江市                     |
| 舟津村       |                 |                              | 1948年11月3日 合併為鯖江町   | 1955年1月15日 合併為鯖江市   | 1955年1月15日 合併為鯖江市 | 鯖江市                     | 鯖江市                     |
| 神明村       | 神明村          | 神明村                       | 1947年7月1日 改制為神明町    | 1955年1月15日 合併為鯖江市   | 1955年1月15日 合併為鯖江市 | 鯖江市                     | 鯖江市                     |
| 中河村       |                 |                              |                              | 1955年1月15日 合併為鯖江市   | 1955年1月15日 合併為鯖江市 | 鯖江市                     | 鯖江市                     |
| 片上村       |                 |                              |                              | 1955年1月15日 合併為鯖江市   | 1955年1月15日 合併為鯖江市 | 鯖江市                     | 鯖江市                     |
| 河和田村     | 河和田村        | 河和田村                     | 河和田村                     | 河和田村                     | 1957年3月31日 併入鯖江市   | 鯖江市                     | 鯖江市                     |
| 北中山村     | 北中山村        | 北中山村                     | 北中山村                     | 1955年6月10日 併入鯖江市     | 1955年6月10日 併入鯖江市   | 鯖江市                     | 鯖江市                     |
| 北中山村     | 北中山村        | 北中山村                     | 北中山村                     | 1955年6月10日 併入粟田部町   | 1956年9月29日 改名為今立町 | 2005年10月1日 合併為越前市 | 2005年10月1日 合併為越前市 |
| 岡本村       | 岡本村          | 岡本村                       | 岡本村                       | 岡本村                       | 1956年9月30日 併入今立町   | 2005年10月1日 合併為越前市 | 2005年10月1日 合併為越前市 |
| 南中山村     | 南中山村        | 南中山村                     | 南中山村                     | 1955年3月31日 合併為粟田部町 | 1956年9月29日 改名為今立町 | 2005年10月1日 合併為越前市 | 2005年10月1日 合併為越前市 |
| 服間村       |                 |                              |                              | 1955年3月31日 合併為粟田部町 | 1956年9月29日 改名為今立町 | 2005年10月1日 合併為越前市 | 2005年10月1日 合併為越前市 |
| 粟田部村     | 粟田部村        | 1926年10月1日 改制為粟田部町 | 1926年10月1日 改制為粟田部町 | 1955年3月31日 合併為粟田部町 | 1956年9月29日 改名為今立町 | 2005年10月1日 合併為越前市 | 2005年10月1日 合併為越前市 |
| 北新村       | 北新村          | 北新村                       | 1954年7月5日 併入粟田部町    | 1955年3月31日 合併為粟田部町 | 1956年9月29日 改名為今立町 | 2005年10月1日 合併為越前市 | 2005年10月1日 合併為越前市 |
| 北新村       | 北新村          | 北新村                       | 1954年7月5日 併入武生市      | 武生市                       | 武生市                     | 2005年10月1日 合併為越前市 | 2005年10月1日 合併為越前市 |
| 北日野村     |                 |                              | 1954年7月5日 併入武生市      | 武生市                       | 武生市                     | 2005年10月1日 合併為越前市 | 2005年10月1日 合併為越前市 |
| 國高村       | 國高村          | 國高村                       | 1950年7月7日 併入武生市      | 武生市                       | 武生市                     | 2005年10月1日 合併為越前市 | 2005年10月1日 合併為越前市 |
| 味真野村     | 味真野村        | 味真野村                     | 味真野村                     | 味真野村                     | 1956年9月30日 併入武生市   | 2005年10月1日 合併為越前市 | 2005年10月1日 合併為越前市 |
| 上池田村     | 上池田村        | 上池田村                     | 上池田村                     | 1955年3月1日 合併為池田村    | 1964年9月1日 改制為池田町  | 1964年9月1日 改制為池田町  | 1964年9月1日 改制為池田町  |
| 下池田村     |                 |                              |                              | 1955年3月1日 合併為池田村    | 1964年9月1日 改制為池田町  | 1964年9月1日 改制為池田町  | 1964年9月1日 改制為池田町  |

## 註解
1. ↑  於1871年第一次設立的福井縣，與現在的福井縣沒有直接關係。
2. ↑  於1881年第二次設立的福井縣，與1871年設立的福井縣沒有直接關係。